# Yves Pérotin
Yves Pérotin, né le 15 juillet 1922 à Bordeaux et mort le 2 mars 1981 à Perpignan, est un archiviste et historien français.

## Biographie
Reçu en 1942 à l'École nationale des chartes, Yves Pérotin s'engage dans les FFI à l'issue de sa première année d'études. Il participe aux opérations du maquis du Vercors durant l'été 1944 et à la campagne d'Alsace dans le 11e régiment de cuirassiers de la 1re armée française où sa conduite au feu lui vaut quatre citations, la Croix de guerre et la Médaille de la Résistance. Reprenant ses études, il soutient une thèse sur le chapitre collégial de Saint-Seurin de Bordeaux, des origines à 1462 pour obtenir son diplôme d'archiviste-paléographe en 1948.
Yves Pérotin dirige successivement les Archives départementales de Lot-et-Garonne (1948-1952), de la Réunion (1952-1958), de la Seine (1958-1966) et du Var (1971-1972). Il exerce aussi des fonctions d'archiviste aux Nations unies (Archives de la Société des nations, 1966-1969) et au Bureau international du travail et à l'Organisation mondiale de la santé (août 1972-juillet 1974), avant de terminer sa carrière aux Archives départementales des Pyrénées-Orientales (juillet 1974-mai 1981). 
Il est surtout connu pour sa contribution à l'archivistique de langue française. On lui doit notamment la diffusion de la théorie des trois âges des archives et les premières tentatives d'adapter au cas français les procédures de Records Management qu'il avait observées aux États-Unis et au Royaume-Uni.

## Publications
Publications professionnelles
- Archives départementales de Lot-et-Garonne. Répertoire numérique de la série III E, notaires: par René Bonnat et Robert Marquant, revu et complété par Louis Desgraves et Yves Pérotin", Agen, impr. de Laborde, 1950, 135 p.
- Albert Lougnon, Yves Pérotin (Préf.), Documents concernant les îles de Bourbon et de France pendant la règle de la Compagnie des Indes : répertoire de pièces conservées dans divers dépôts d'archives de Paris, Archives départementales de La Réunion, 1953, 202 p.
- Albert Lougnon, Auguste Toussaint, Yves Pérotin (Préf.), Classement et inventaire du fonds de la Compagnie des Indes série C: 1665-1767, Archives départementales de La Réunion, 1956, 392 p.
- École pratique des hautes études (France). Section des sciences économiques et sociales, Elizabeth von Fürer-Haimendorf, Yves Pérotin, Indian Ocean International Historical Association, Monde d'outre-mer, passé et présent: Bibliographies et instruments de travail, Mouton, 1958, 748 p.
- Manuel d'archivistique tropicale, Paris-La Haye, Mouton, 1966.
- Guide des archives de la Société des nations: 1919-1946, Paris, Direction des Archives de France, 1969, 97 p.

Missions de consultant international
- Algérie: archives publiques, UNESCO, 1964, 64 p.
- Maroc: préservation et classification des archives : novembre 1968-février 1969, UNESO, 1969, 32 p.
- Perú, reorganización de los archivos, novembre a diciembre de 1969, UNESCO, 1969, 54 p.
- Iraq: Organization of archives, UNESCO, 1970, 27 p.

Études
- "Les chapitres bordelais contre Charles VII", Annales du midi, vol. 63, 1951, p. 33-42
- "Les anciens couvents d'Augustins dans les diocèses d'Agen, Bazas et Condom", Revue de l'Agenais, vol. 82, 1956, p. 185-193.
- Chroniques de Bourbon, Nérac, Couderc, 1957, 226 p.
- Herbert Mondon, Eugène Massinot, René Legras, Yves Pérotin, Collèges ecclésiastiques et petits séminaires à la Réunion, 1964, 112 p.
- "L'administration et les trois âges des archives", Seine et Paris, no 20, octobre 1961, p. 1-4  (version anglaise : "Administration and the 'Three Ages' of Archives", The American Archivist, no 29-3, 1966, p. 363-369).
- " Archives de la Seine et de la ville de Paris. Le Records management et l'administration américaine des archives: Rapport de mission adressé à M. le Préfet de la Seine", par Yves Pérotin, directeur des Services d'archives de la Seine et de la ville de Paris", Paris, imp. municipale, 51 p.
- "Le Records Management et l'administration anglaise des archives", Gazette des archives, no 44, 1964, p. 5-17.
- "Le grenier de l'histoire et les récoltes excédentaires", Gazette des archives, no 50, 1965, p. 131-143.
- De quoi riaient-ils, Paris, Hachette, 1966, 187 p.
- Roussillon ou Catalogne-Nord. La liberté et l'histoire, postface de Jacques Queralt, Cahier N°1 de TRUC, Perpignan, 1er trimestre 1978, 96 p.
- "L'attitude politique des chapitres bordelais sous Charles VII et ses conséquences", Actes des Congrès d'Etudes Régionales I - VII de la Fédération Historique du Sud-Ouest 1948 - 1954, 1997, p. 174

Récit personnel
- La vie inimitable - Dans les maquis du Trièves et du Vercors en 1943 et 1944, Presses universitaires de Grenoble, 2014, 454 p.

Roman
- Manchego, Calmann-Lévy, 1972, 284 p.